# Круглый Ключ
Круглый Ключ — деревня в Селтинском районе Удмуртской республики.

## География
Находится в западной части Удмуртии на расстоянии приблизительно 12 км на юг-юго-восток по прямой от районного центра села Селты.

## История
Известна с 1873 года как починок Над Круглым ключем (Гомпопуд малой) с 29 дворами, в 1893 — 30 дворов, в 1905 (уже деревня Над Круглым Ключем) — 38, в 1924 (уже современное название) — 37. До 2021 года входила в состав Новомоньинского сельского поселения.

## Население
Постоянное население составляло 149 человек (1873), 211 (1893, 95 % удмурты), 212 (1905), 185 (1924), 55 человек в 2002 году (удмурты 65 %, русские 35 %), 19 в 2012.